# Salpis eudora
Salpis eudora là một loài bướm đêm trong họ Geometridae.